# 达庆利
达庆利（1945年—），经名达吾德，男，回族，江苏六合人，中华人民共和国学者，东南大学经济管理学院系统工程研究所所长、博士生导师，曾任民盟江苏省委副主委，江苏省伊斯兰教协会会长，中国伊斯兰教协会副会长，第九、十、十一届全国政协委员。

## 生平
1966年毕业于南京工学院自动控制专业，1982年研究生毕业于同一学校和专业，获工学硕士学位。曾任系统工程研究所所长。1993年起享受政府特殊津贴。
2008年，当选第十一届全国政协委员，代表经济界，分入第三十六组。

## 研究领域
近年主要研究方向为大系统建模、仿真和优化，企业经营过程分析与决策，项目管理与投资决策以及管理系统工程等; 博士生招生方向为：经营过程分析与决策、项目评价与投融资决策和管理系统工程

## 社会兼职
中国优选法统筹法与经济数学研究会理事、江苏省系统工程学会常务理事，《中国管理科学》杂志编委。

## 争议

### 学术抄袭
达庆利、张骥骧（现任教于南京航空航天大学经济与管理学院），王延华（现任教于南京师范大学动院）三人2007年发表于Economic Modelling的文章《Analysis of nonlinear duopoly game with heterogeneous players》被认定抄袭了2003年H.N. Agiza和A.A. Elsadany发表于Physica A: Statistical Mechanics and its Applications的文章《Nonlinear dynamics in the Cournot duopoly game with heterogeneous players》。这篇文章已于2013年被Economic Modelling撤稿，但达庆利以及张骥骧的网站仍旧将其列为研究成果，它也是达庆利唯一的英文著作以及唯一被Social Sciences Citation Index收录的文章。